# Dolina Małej Łąki
Dolina Małej Laki je horské údolí nalézající se v polských Západních Tatrách mezi údolími Dolina Bystrej a Dolina Kościeliska.

## Popis
Údolí je 5,4 km dlouhé a zaujímá plochu 5,7 km². Je nejmenší z tatranských horských údolí v Polsku. Její (dolní) začátek se nachází v nadmořské výšce 930 m na východní straně osady Gronika (část obce Kościelisko). Horní část údolí uzavírá hlavní hřeben Západních Tater a masiv Červených vrchů na úseku mezi horami Kondratova kopa po Malolučňiak. Orograficky pravou hranici tvoří severní hřeben Kondratové kopy po Giewont, pak Mały Giewont, Grzybowiec a severozápadní hřbet Łysanek. Levé úbočí doliny tvoří Czerwony Grzbiet, Malolučňiak, Wielka Turnia Małołącka, Miętusi Skoruśniak a Hruby Regiel.
Dolina Małej Laki nemá žádné boční údolí, pouze z ní odbočují horské žlaby. Největšími žleby jsou: Dolinka pod Grzybowiec, Głazisty Žleb, Zagon, Uwieziony Žleb, Gmiński Žleb .

## Geologie
Je to jediné údolí, která je celé vytvořena ze sedimentárních hornin. Pouze vrcholy Kondratovej kopy a Malolučňiaka jsou tvořeny krystalickými horninami. Dolní severní část údolí nebyla formovaná ledovcem. Střední a horní část doliny má tvar ledovcového žlabu. V této části údolí netečou potoky a je tedy tzv. tichá. Małołącki Potok se objevuje až v dolní části údolí pod morénovým prahem Wielkiej Polany.
V podzemí Doliny Małej Laki se nachází mnoho jeskyní. Mezi nejdelší a zároveň nejhlubší v Polsku patří: Velká Sněžná jeskyně (dlouhá 24 km a hluboká 824 m, nejdelší a zároveň nejhlubší polská jeskyně) a Śnieżna Studnia (dlouhá 14 km, hluboká 805 m).
Ve střední části Doliny Małej Laki se nachází Wielka Polana. Vznikla na místě bývalého ledovcového jezera, které vyplnilo prohlubeň způsobenou koncovou morénou. Tloušťka jezerních sedimentů se zde odhaduje na 65 m.

## Příroda
Severní čas údolí pokrývají podhorské lesy, střední část je porostlá smrkovými lesy a pestrou paletou luční flóry. Jižní část doliny je zarostlá kosodřevinou. Dolina je bohatá velkým množstvím vzácných druhů horských rostlin.

## Historie
V minulosti se v údolí pásl dobytek a ovce na Hali Mała Łąka. Na úrodné půdě rostla svěží tráva, v údolí stály salaše. Po zákazu pastvy zde vyrostla kosodřevina a terén zarostl lesem. Už jen Wielka Polana si zachovává bezlesý charakter, ale už i ta začíná zarůstat smrkovými porosty, posouvajícími se ke starému lesu.

## Turistika
Odedávna údolí navštěvovali turisté. Přes údolí vedou turistické trasa. Wielka Polana, od severu ohraničená imponujícími útesy Wielkiej Turni Malolacké, je místo, kde se turisté rádi zastavují.
V údolí se provozuje i horolezecství. Lezecké cesty jsou například na Wielkej Turni Małołącké a na Mnichowych Turniach.

### Turistické trasy
- Turistická značka černá – Ścieżkou nad Reglami z Polany Strążyskej přes Przełęcz w Grzybowcu na Wielku Polanu Małołącku. Dále prochází přes Przysłop Miętusi, Dolinu Miętusiu a Zahradziska do Doliny Kościeliskiej.
  - délka túry: z Polany Strążyskiej na Polanu Małołącku: 1.10 h, zpět 1.05 h
  - délka túry: z Polany Małołąckiej do Doliny Kościeliskiej: 55 min, zpět 1.05 h
- – žlutá turistická značka vede přes celé údolí z Gronika přes Wielku Polanu Małołącku, Głazisty Żleb a Kondracku Przełęcz na Kondratovu kopu.
  - délka túry: z Gronika na Polanu Małołącku: 55 min, ↓ 45 min.
  - délka túry: z Polany Małołąckiej na Kondratovu kopu: 2.35 h, ↓ 1,50 h
- – modrá turistická značka vede nejprve spolu se žlutou, posléze se odpojuje pod křižovatkou z Ścieżki nad Reglami a vede na Przysłop Miętusi a úbočím Miętusi Skoruśniaka na Malolučniak.
  - délka túry z Gronika na Przysłop Miętusi: 1 h, ↓ 45 min.

## Galerie

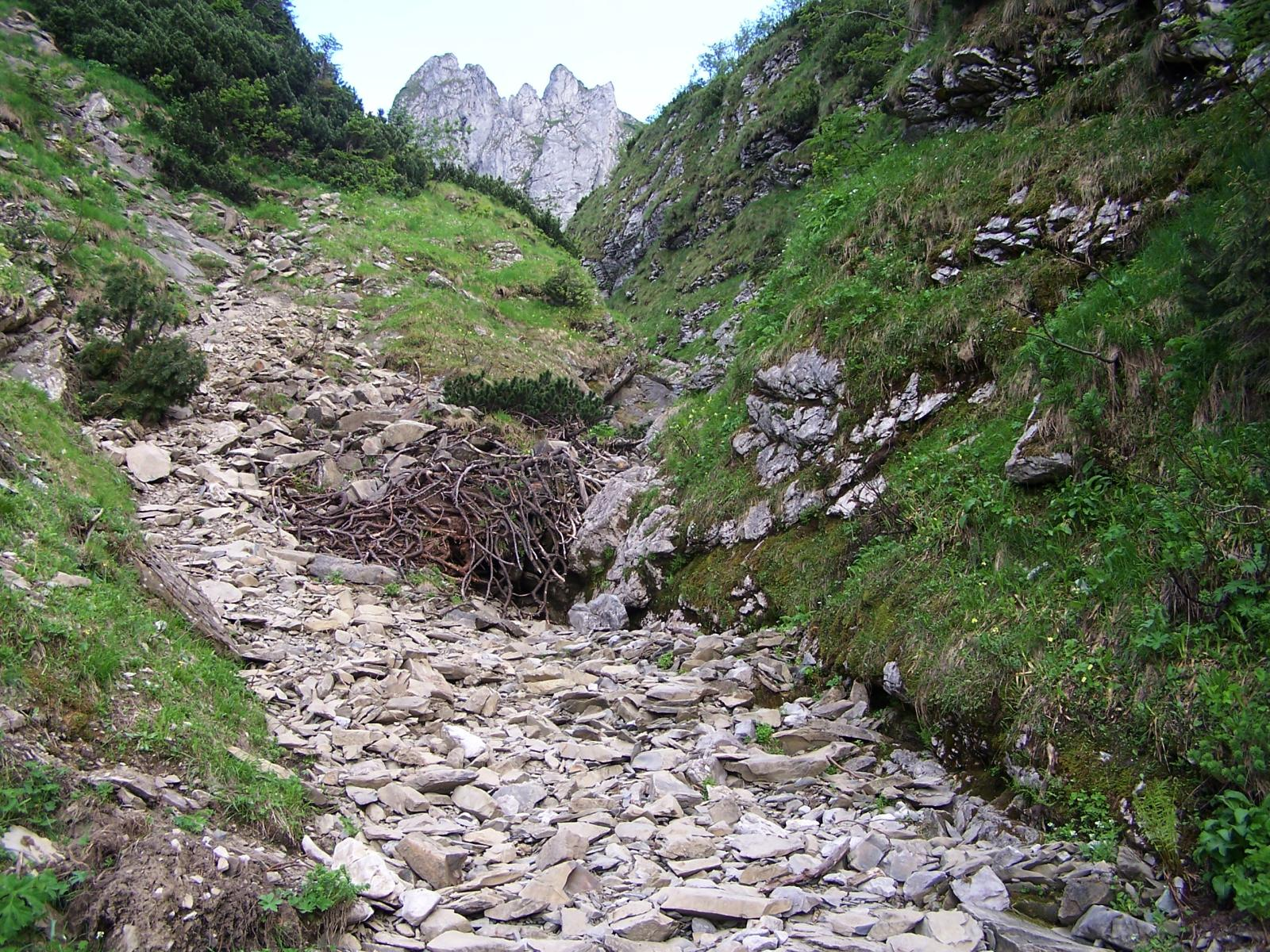
Dolina Małej Laki, její horní část
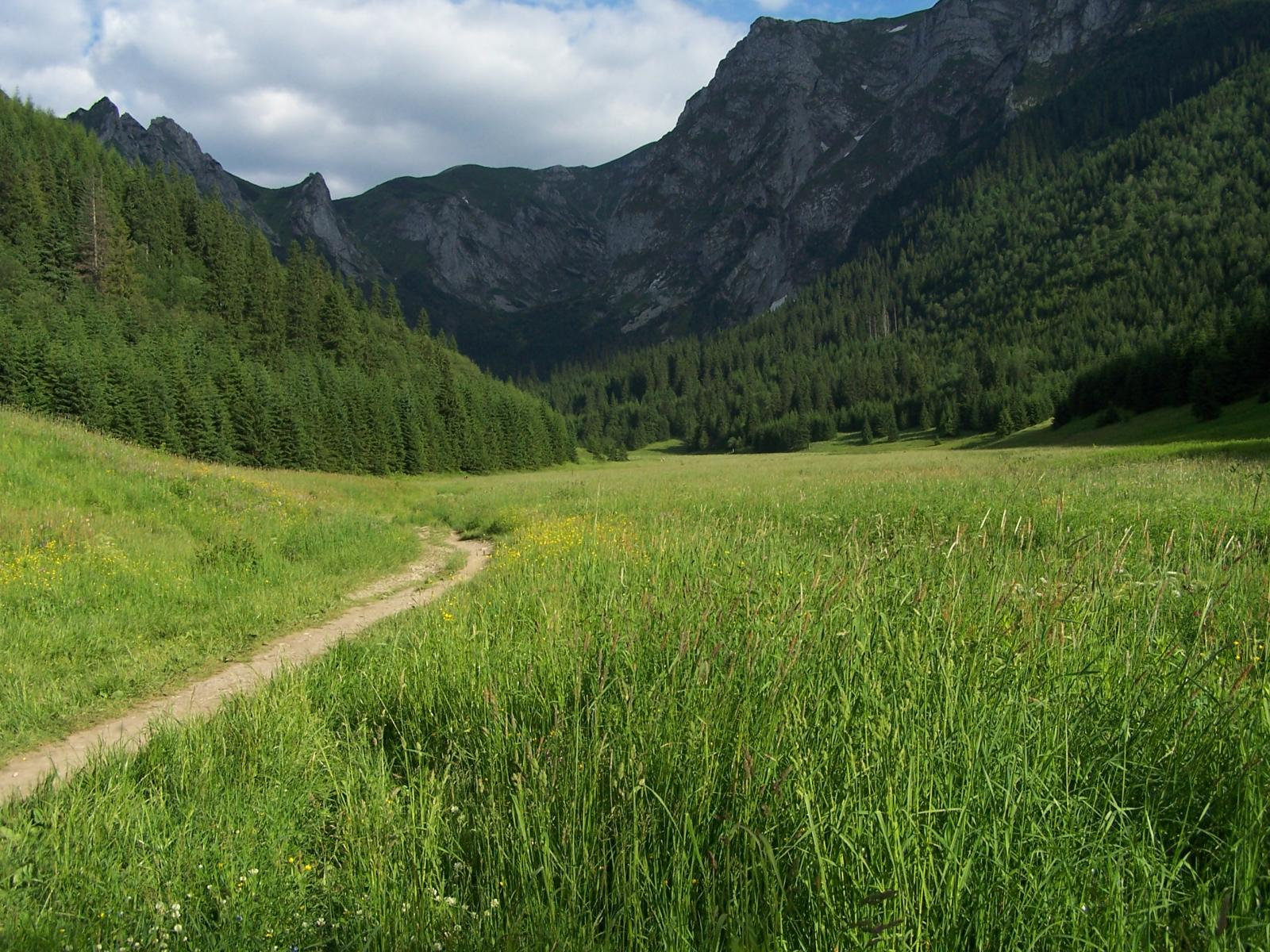
Dolní část údolí
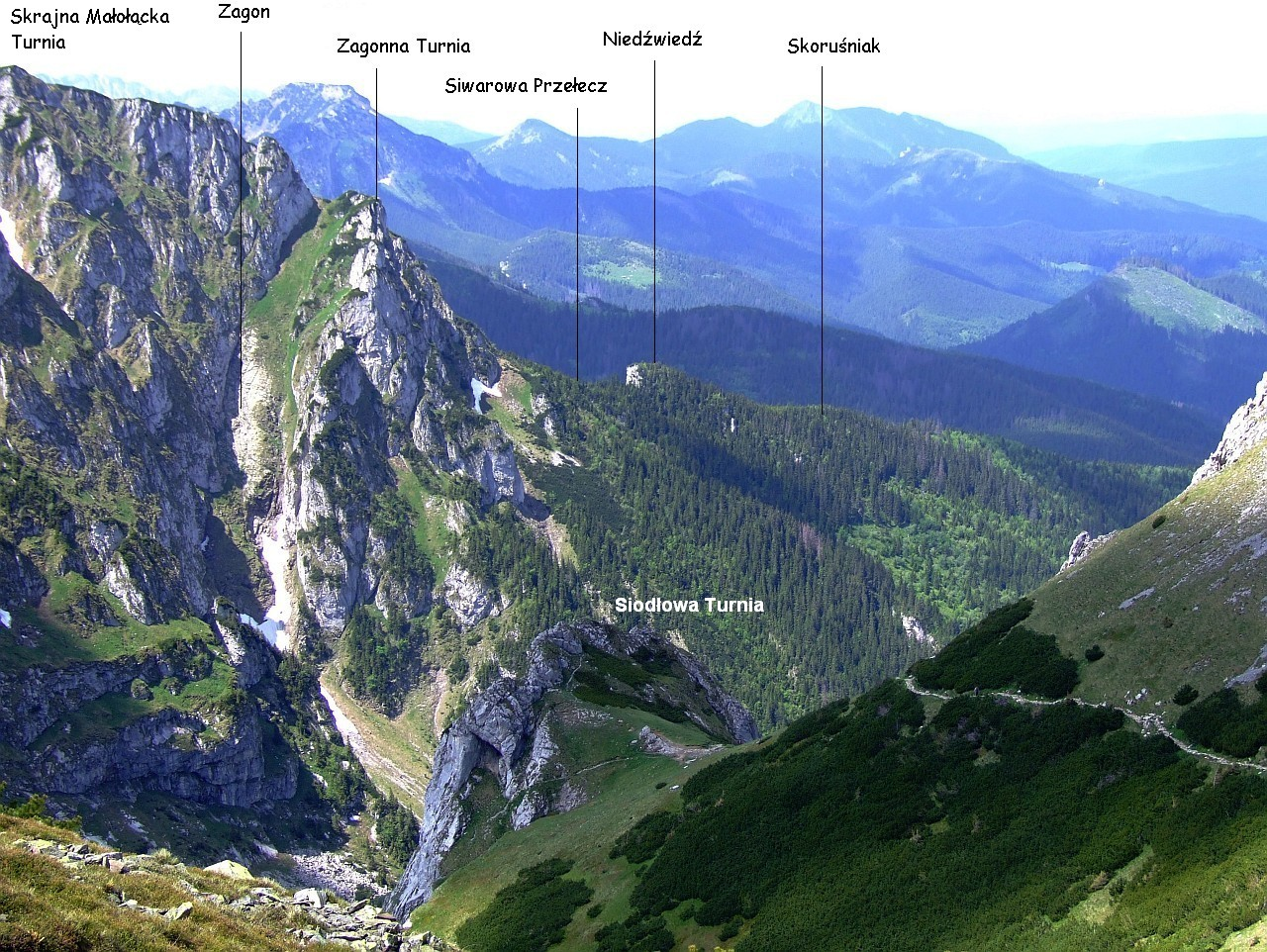
Wielka Turňa